# V Production
V Production ou V Prod est une société de production tunisienne indépendante fondée le 31 janvier 2012 par Moez Ben Gharbia.
Elle produit entre autres des débats télévisés, documentaires, enquêtes, reportages d'actualité et caméras cachées durant le ramadan. Ses productions sont généralement diffusées sur les chaînes de télévision en Tunisie, avant qu'elle n'annonce la création de sa propre chaîne en 2014.

## Historique
L'agence est fondée le 31 janvier 2012 par Moez Ben Gharbia afin de préparer sa propre émission, lancée le 1er mars : 9h du soir diffusée sur Ettounsiya TV, propriété de Sami Fehri et chaîne avec qui Ben Gharbia entretient de très étroites relations.
En juillet 2012, ce dernier se lance dans la production de caméras cachées avec Le Crocodile, qui détrône le tenant du titre de l'émission la plus regardée en Tunisie depuis 2008, Maktoub,. En août, un mandat de dépôt est émis à l'encontre de Fehri et, durant toute la durée de cet emprisonnement, V Production continue son activité et diffuse ses émissions sur Ettounsiya TV. 9h du soir devient très vite l'émission la plus regardée du pays, propulsant Ettounsiya TV au rang de chaîne la plus regardée.
Ce succès est tellement convoité que le milliardaire Slim Riahi tente par tous les moyens de contrôler la ligne éditoriale de l'émission, en vain. Il rachète alors la fréquence d'Ettounsiya TV et arrête brutalement la diffusion des émissions le premier jour du ramadan, alors que la caméra cachée Zilzal de V Production devait être diffusée. In extremis, Ben Gharbia sauve la chaîne de Fehri en établissant une entente avec la chaîne El Hiwar El Tounsi ; Ettounsiya TV diffuse ses programmes sur sa fréquence durant l'été 2013 et met en échec la tentative de contrôle de Riahi sur Ettounsiya TV. Le 11 septembre 2013, Fehri est libéré et Riahi annonce peu après sur Mosaïque FM, avec Naoufel Ouertani, qu'il est en négociation avec Fehri sur l'avenir d'Ettounsiya TV. 
Le 23 janvier 2014, en essayant de faire pression sur Ben Gharbia, Riahi dévoile des comptes et chiffres liant Cactus et V Production. Le lendemain, un actionnaire de V Production déclare que l’ensemble des traites que lui a versé Cactus se sont avérées sans solde à la banque. À la suite du conflit avec Riahi et après avoir sauvé la chaîne de Fehri lorsque ce dernier était en prison, Ben Gharbia, refusant fermement le contrôle de sa ligne éditoriale, annonce brusquement la fin de 9h du soir le 28 janvier 2014.
Les pressions financières qu'ont exercé conjointement Riahi et Fehri sur V Production ayant mis en péril la pérennité de la société et de ses employés, V Production annonce le 21 avril la vente de ses caméras cachées ramadanesques à la chaîne concurrente à celle de Fehri, Nessma, détenue par Nabil Karoui.
En juin 2014, V Production annonce la création de sa propre chaîne, Attessia TV,,.

## Productions

### Émissions
- 2012-2014 : 9h du soir sur Ettounsiya TV
- 2013 : Attessia Sport sur Ettounsiya TV puis sur Attessia TV
- 2014 : Soirée électorale présidentielle sur la Télévision tunisienne 1 et la Télévision tunisienne 2

### Caméras cachées
- 2012 : Le Crocodile sur Ettounsiya TV
- 2013 : Zilzal sur Ettounsiya TV
- 2013 : Taxi 1 sur Ettounsiya TV
- 2014 : Taxi 2 sur Nessma[18]